# Gerhard Graf (Fußballspieler)
Gerhard Graf (* 8. Dezember 1921 in Berlin-Tempelhof; † 9. August 1962) war ein deutscher Fußballspieler.
Er gewann mit Tennis Borussia Berlin in den Jahren 1950 bis 1952 dreimal in Folge die Berliner Meisterschaft.

## Spielerkarriere

### Gauliga, bis 1945
Bereits mit 18 Jahren wurde der Offensivspieler in die Gauauswahl von Berlin-Brandenburg berufen. Erstmals wirkte er am 26. Mai 1940 beim 3:0 in Sofia gegen die dortige Stadtauswahl mit und erzielte ein Tor. Im Rahmen des Reichsbundpokals debütierte er am 6. Oktober 1940 beim 4:3-Erfolg gegen den Mittelrhein. An der Seite von Torhüter Rudolf Schönbeck, Verteidiger Hans Appel und Mittelstürmer Hans Berndt wurde die Nachwuchshoffnung von Blau-Weiß 90 Berlin als rechter Verbinder im Angriff eingesetzt. Für Blau-Weiß spielte er bereits seit 1931 in der Jugend und debütierte 1939 als 17-Jähriger in der Ligamannschaft. In der Gauligarunde 1940/41 belegte er mit Blau-Weiß 90 hinter Meister Tennis Borussia und Hertha BSC den dritten Rang. Als 20-Jähriger feierte er 1941/42 den Gewinn der Meisterschaft und den Einzug in die Endrunde um die deutsche Fußballmeisterschaft. Dort hinderte erst im Halbfinale das Team um Karl Decker, First Vienna FC 1894, die Blau-Weißen am Erreichen des Endspieles. Die Mannschaft aus Mariendorf beendete die Endrunde aber mit einem 4:0-Erfolg am 4. Juli 1942 gegen Kickers Offenbach und konnte damit den 3. Platz in der deutschen Meisterschaft 1942 erringen. Graf absolvierte alle fünf Endrundenspiele und erzielte in der 48. Minute den 1:2-Anschlusstreffer im Halbfinale gegen Vienna. Mit der Gau-Auswahl scheiterte er im Reichsbundpokal 1942 im Halbfinale nach zwei Spielen gegen die Nordmark. Im Vereinspokal erzielte Gerhard Graf 1942 in den Spielen gegen Lufthansa SG Berlin, SV Fortuna 02 Leipzig, NSTG Falkenau und TuS 1883 Lipine acht Tore und rangierte damit an zweiter Stelle der Torschützenliste dieses Wettbewerbes. Nationalstürmer Ernst Willimowski konnte mit 1860 München den Pokal gewinnen und führte mit 14 Treffern vor Graf und Ludwig Janda – ebenfalls acht Tore – die Torjägerliste an.

### Nach dem Zweiten Weltkrieg, bis 1955
Als Aktiver der kommunalen Sportgruppe Tempelhof belegte Graf in der ersten Stadtmeisterschaft nach dem Krieg in Berlin, 1945/46, in der Staffel A hinter der SG Wilmersdorf den zweiten Rang. Im Berliner-Pokal schoss er seine Mannschaft mit drei Treffern im Halbfinale am 20. Januar 1946 gegen Spandau-Altstadt in das Finale. Im Endspiel setzte sich Wilmersdorf mit 2:1 Toren nach Verlängerung am 17. März 1946 gegen Tempelhof durch. Durch die extrem schwierige Ernährungslage, Arbeitsbedingungen und Wohnungssituation in Berlin, siedelte er am 9. April 1946 nach Hannover über und spielte bei den „Blauen“ vom Bischofsholer Damm, bei SV Arminia Hannover in der Oberliga Niedersachsen-Süd. Er trug 1946/47 wesentlich zum Erreichen des zweiten Ranges der Arminen hinter dem TSV Braunschweig bei, und damit der Qualifikation für die Fußball-Oberliga Nord ab der Saison 1947/48.
Im April 1947 kehrte Graf wieder in seine Heimatstadt zurück und schloss sich vorübergehend der SG Neukölln an, spielte auch in der Neuköllner Bezirksauswahl. Fortan gehörte er aber der SG Charlottenburg an. An der Spitze wurde die Meisterschaft 1947/48 durch den „Vierkampf“ zwischen Oberschöneweide, Wilmersdorf, Charlottenburg und Prenzlauer Berg West geprägt. Charlottenburg rangierte am Rundenende auf dem dritten Rang und der Berlin-Rückkehrer hatte sich mit 20 Toren die Torschützenkrone in der Berliner Stadtliga erobert. Im Pokal setzte sich der Meister Oberschöneweide im Wiederholungsspiel am 25. April 1948 mit 3:1 Toren durch. Als Vizemeister gewann Tennis Borussia 1949 aber mit einem 2:0-Erfolg gegen Alemannia 1890 Berlin den RIAS-Pokal. Beide Final-Tore erzielte Graf.

Von 1950 bis 1952 feierte Graf mit den „Veilchen“ drei Meisterschaftsgewinne in Folge, dabei 1950 und 1951 durch die Pokalerfolge gegen Wacker 04 und SC Union 06 auch das zweimalige Double. 1954 zog Graf mit seinen Kameraden nochmals in das Pokalfinale ein – es wurde mit 0:1 Toren gegen den Spandauer SV verloren – und 1955 langte es mit vier Punkten Rückstand hinter Viktoria 1889 Berlin zur Vizemeisterschaft. Der 33-jährige Routinier hatte in 21 Ligaspielen elf Tore für Tennis Borussia erzielt und beendete am Saisonende zusammen mit Fritz Wilde seine aktive Spielerlaufbahn. Bei seinem Abschiedsspiel am 19. Juni 1955 im Mommsenstadion gegen Eintracht Braunschweig – es endete 6:3 für TB – erzielte er fünf Tore. Der schussstarke Mittelstürmer war technisch versiert und hatte ein hervorragendes Kopfballspiel. Mannschaftskamerad Karl-Heinz Steinbeck beschreibt Graf mit folgenden Worten: 

„Er war für uns Spieler das Nonplusultra eines Stürmers, auch Kamerad bis zum Geht-nicht-mehr. Ein nie verzagender Kopfballkünstler. Nach seiner aktiven Laufbahn ein hervorragender Trainer, der leider viel zu früh verstorben ist. Er war für mich in der Nachkriegszeit der beste Berliner Fußballer.“

Auch in der Stadtauswahl wirkte der gelernte Werkzeugmacher von 1947 bis 1955 wieder regelmäßig mit. Einer eigenen Aufstellung zufolge hat er in 61 Einsätzen (seit 1940) insgesamt 39 Tore erzielt, wobei er das Spiel West- gegen Ost-Berlin (3:3) am 2. Weihnachtstag 1954 im Poststadion „ohne Wertung“ lässt, also nicht mitzählt.

## Trainerkarriere
Graf, der bereits im Jahre 1953 erfolgreich gemeinsam mit Hanne Sobek und Werner Schwenzfeier die Fußball-Lehrer-Ausbildung absolviert hatte, übernahm 1955 sofort für zwei Spielzeiten Tasmania 1900 in der Stadtliga Berlin als Trainer. Zur Saison 1957/58 ließ er sich von seinem Jugendverein Blau-Weiß 90 überreden, nochmals als Spieler in der Stadtliga anzutreten. Der 36-Jährige bestritt die ersten neun Spieltage mit den Mariendorfern und erzielte dabei ein Tor. Mit dem Einsatz am 17. November 1957 gegen den Spandauer SV beendete er dann endgültig seine Spielerlaufbahn und wurde Trainer bei Hertha BSC. Von 1950 bis 1957 stehen für Gerhard Graf 106 Stadtligaspiele mit 59 Toren in der Statistik. In der Stadtauswahl Berlin bestritt Graf von 1940 bis 1955 61 Spiele. Dazu kamen noch 17 Endrundenspiele mit fünf Toren. Ab 1957/58 setzte er seine Trainerkarriere fort und eroberte mit Hertha BSC 1958 den 6., 1959 und 1960 den 3. bzw. 2. Platz in der Stadtliga. Danach trainierte er in der Saison 1960/61 den VfB Hermsdorf. Letzte Trainerstation war von Januar 1962 bis zu seiner Erkrankung Tennis Borussia Berlin. Am 9. August 1962 verstarb er im Alter von nur 40 Jahren.

## Sonstiges
- Graf wirkte in der Rolle eines Fußballspielers in dem von Robert Adolf Stemmle 1941 produzierten und 1942 veröffentlichten Sportfilm „Das große Spiel“ mit.[7]